# 都會卡 (阿德萊德)
都會卡（英語：Metrocard）是澳大利亞第五大城市阿德萊德的非接觸式智能卡，可用於南澳大利亞州的公共交通，由阿德萊德都會交通管理。
都會卡起初預計於2013年初全面實施，但由於廣受試用者好評而提前於2012年11月3日投入服務。